# Ерве Зенге
Ерве Ксав'є Зенге (фр. Hervé Xavier Zengue; нар. 22 січня 1984, Яунде, Камерун) — камерунський футболіст, захисник.

## Клубна кар'єра
Починав грати на батьківщині, у Камеруні. Потім два роки провів у турецькому «Анкарагюджю» та португальському «Лейшойші». Наступні два сезони, перед переїздом у чемпіонат Росії, виступав за клуб другої ліги Чехії — «Вікторія Жижков». Влітку 2010 року за 270 000 євро придбаний грозненським клубом «Терек». У чемпіонаті Росії дебютував 20 вересня, у 21-му турі проти «Зеніту», вийшов на заміну на 67-й хвилині замість Андрія Кобенка. Наприкінці липня 2012 року «Терек» за взаємною згодою розірвав контракт із Зенге.

## Кар'єра в збірній
Дебютував у національній збірній Буркіна-Фасо 26 березня 2011 року в матчі кваліфікації Кубку африканських націй проти Намібії.
Зіграв у своїй першій грі, організованій ФІФА, у червні 2012 року проти Конго.

### Оскарження правомочності виступів за збірну
4 червня 2011 року він знову зіграв за Буркіна-Фасо проти Намібії. Тренер збірної Буркіна-Фасо Паулу Дуарті сказав, що гравець має право, оскільки у нього є дружина-буркінійка, що дає йому право на громадянство.
Намібійські футбольні чиновники офіційно поскаржилися на участь Зенгу, оскільки вважали, що він не мав права представляти Буркіна-Фасо. На думку вище вказаних функціонерів Ерве не відповідав умовам, викладеним у статуті ФІФА, які дозволили б йому отримати право на участь у національній збірній Буркіна-Фасо.
28 жовтня, за день до жеребкування групового етапу Кубку африканських націй 2012, BBC повідомило, що гравець не має права грати за збірну й ФІФА не онадасть такого дозволу. Однак КАФ вирішив відхилити скаргу Намібії, оскільки вона не була підписана капітаном збірної Буркіна-Фасо відповідно до статті 37.1 статуту КАФ. ФА Намібії оскаржила рішення КАФ, але програла. Після цього НФА подала скаргу до Спортивного арбітражного суду, щоб скасувати рішення КАФ відхилити апеляцію щодо Зенге.
10 січня 2012 року КАС оприлюднив заяву, в якій говориться, що апеляцію Намібії було відхилено. У прес-релізі, опублікованому CAS, зазначено, що Ерве Зенге постійно проживав у Буркіна-Фасо з 1994 року, перш ніж отримати буркінійське свідоцтво в 2006 році (будучи гравцем «Анкарагюджю» в Туреччині) і буркінійський поспорт у березні 2011 року (за день до його дебюту проти Намібії). CAS жодного разу не розглядав легітимність виступів на міжнародному рівні за Буркіна-Фасо.
У грудні 2012 року ФІФА вирішила покарати Буркіна-Фасо за те, що команда не мала права використовувати Зенге у відбірковій грі чемпіонату світу проти Конго. Конго зарахували технічну перемогу з рахунком 3:0 і 3 очки.

## Статистика виступів

### Клубна
Станом на 18 березня 2014
| Сезон             | Клуб              | Ліга                | Ліга  | Ліга | Кубок | Кубок | Континентальні | Континентальні | Загалом | Загалом | Загалом |
| Сезон             | Клуб              | Ліга                | Матчі | Голи | Матчі | Голи  | Матчі          | Голи           | Матчі   | Голи    |         |
| ----------------- | ----------------- | ------------------- | ----- | ---- | ----- | ----- | -------------- | -------------- | ------- | ------- | ------- |
| 2004–05           | «Анкарагюджю»     | Суперліга Туреччини | 27    | 0    | 1     | 0     | —              | —              | 27      | 0       |         |
| 2005–06           | «Анкарагюджю»     | Суперліга Туреччини | 16    | 0    | 3     | 0     | —              | —              | 16      | 0       |         |
| 2006–07           | «Лейшойш»         | Сегунда-Ліга        | 5     | 0    |       |       | —              | —              | 5       | 0       |         |
| 2007–08           | «Вікторія Жижков» | Перша ліга          | 15    | 0    |       |       | —              | —              | 15      | 0       |         |
| 2008–09           | «Вікторія Жижков» | Перша ліга          | 25    | 0    |       |       | —              | —              | 25      | 0       |         |
| 2009–10           | «Вікторія Жижков» | Друга ліга          | 27    | 2    |       |       | —              | —              | 27      | 2       |         |
| 2010              | «Терек» (Грозний) | Прем'єр-ліга Росії  | 5     | 0    | 0     | 0     | —              | —              | 5       | 0       |         |
| 2011–12           | «Терек» (Грозний) | Прем'єр-ліга Росії  | 25    | 1    | 1     | 0     | —              | —              | 26      | 1       |         |
| Загалом           | Туреччина         | Туреччина           | 43    | 0    | 4     | 0     | —              | —              | 47      | 0       |         |
| Загалом           | Португалія        | Португалія          | 5     | 0    |       |       | —              | —              | 5       | 0       |         |
| Загалом           | Чехія             | Чехія               | 67    | 2    |       |       | —              | —              | 67      | 2       |         |
| Загалом           | Росія             | Росія               | 30    | 1    | 1     | 0     | —              | —              | 31      | 1       |         |
| Усього за кар'єру | Усього за кар'єру | Усього за кар'єру   | 145   | 2    | 5     | 0     | —              | —              | 150     | 3       |         |

### У збірній
Станом на 2 червня 2012
| національна збірна Буркіна-Фасо з футболу | національна збірна Буркіна-Фасо з футболу | національна збірна Буркіна-Фасо з футболу |
| Рік                                       | Матчі                                     | Голи                                      |
| ----------------------------------------- | ----------------------------------------- | ----------------------------------------- |
| 2011                                      | 5                                         | 0                                         |
| 2012                                      | 2                                         | 0                                         |
| Загалом                                   | 7                                         | 0                                         |